# Старонижборковский сельский совет
Старонижборковский сельский совет (укр. Старонижбірківська сільська рада) — входит в состав
Гусятинского района
Тернопольской области
Украины.
Административный центр сельского совета находится в 
с. Старый Нижборок.

## Населённые пункты совета
- с. Старый Нижборок